# La Samaritaine
La Samaritaine són uns grans magatzems a París, al Sena, just darrere del Louvre.
L'edifici va ser construït el 1903 en estil Art Nouveau. L'interior es caracteritza per una rica gamma de formes orgàniques en vitralls, escales pintades i balcons de ferro colat, i panells de paret enrajolats amb motius florals. A la terrassa de l'11è pis hi ha una cafeteria amb unes vistes magnífiques.
Els grans magatzems van ser fundats per la família Cognacq-Jay, que han donat grans sumes de diners a causes humanitàries i també eren grans amants de l'art. L'art es pot veure al Museu Cognacq-Jay del carrer Elzévir. La Samaritaine és avui propietat de l'empresa LVMH.